# Lithacodia martjanovi
Lithacodia martjanovi là một loài bướm đêm trong họ Noctuidae.